# Eutetranychus mirpuriensis
Eutetranychus mirpuriensis är en spindeldjursart som beskrevs av Chaudhri, Akbar och Rasool 1974. Eutetranychus mirpuriensis ingår i släktet Eutetranychus och familjen Tetranychidae. Inga underarter finns listade i Catalogue of Life.